# Eparchia di Chabarovsk

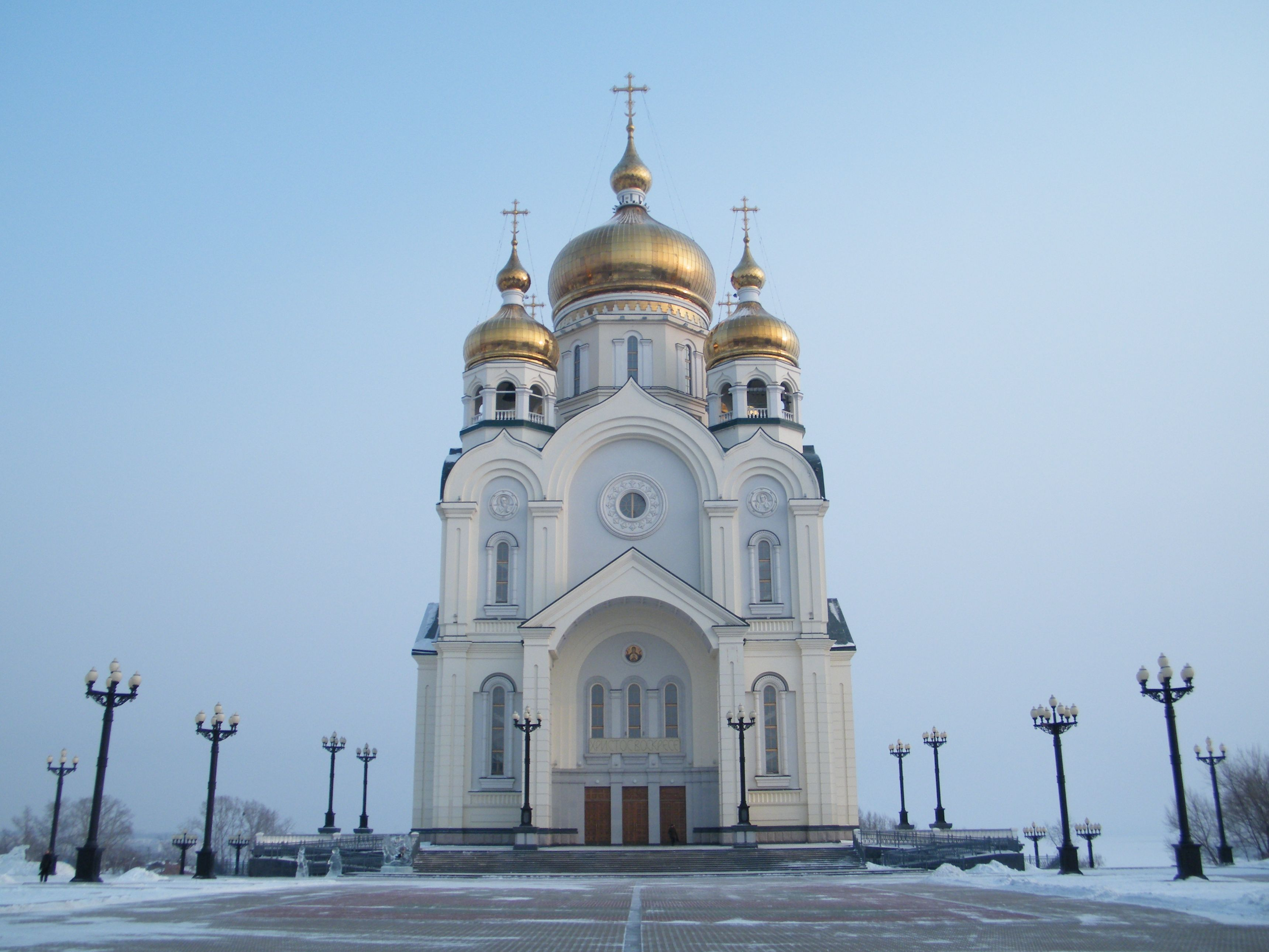
La cattedrale della Trasfigurazione di Chabarovsk.

L'eparchia di Chabarovsk (in russo Хабаровская епархия?) è una diocesi della Chiesa ortodossa russa, appartenente alla metropolia del Priamur'e.

## Territorio
L'eparchia comprende la città di Chabarovsk e i rajon Chabarovskij e Amurskij nel territorio di Chabarovsk.
Sede eparchiale è Chabarovsk, dove si trova la cattedrale della Trasfigurazione.
L'eparca ha il titolo ufficiale di «metropolita di Chabarovsk e del Priamur'e».

## Storia
L'eparchia è stata eretta una prima volta nel 1925, ma fu chiusa qualche anno dopo, nel 1933. Restaurata nel 1943 con il nome di Chabarovsk e Vladivostok, fu nuovamente soppressa nel 1949.
Il 19 luglio 1988 l'eparchia fu definitivamente restaurata dal Santo Sinodo della Chiesa ortodossa russa, e comprendeva tutto l'estremo oriente siberiano. In seguito cedette a più riprese porzioni di territorio per l'erezione di nuove eparchie: l'eparchia di Vladivostok il 31 gennaio 1991, l'eparchia di Južno-Sachalinsk il 23 febbraio 1993, l'eparchia di Blagoveščensk il 28 dicembre 1993, l'eparchia di Birobidžan il 7 ottobre 2002.
Il 10 giugno 2005 è stato aperto a Chabarovsk il seminario teologico.
Il 5 ottobre 2011 ha ceduto una porzione di territorio per l'erezione dell'eparchia dell'Amur e il giorno dopo è entrata a far parte della metropolia del Priamur'e. Il 21 ottobre 2016 e il 24 marzo 2022 ha ceduto ancora porzioni di territorio a vantaggio dell'erezione dell'eparchia di Vanino e dell'eparchia di Nikolaevsk-na-Amure.